# اولدندورف (شلسویگ-هولشتاین)
اولدندورف (به آلمانی: Oldendorf) یک شهر در آلمان است که در اشتاینبورگ واقع شده‌است. اولدندورف ۱٬۲۱۴ نفر جمعیت دارد.